# アーリントン (イリノイ州)
アーリントン（英: Arlington）は、アメリカ合衆国イリノイ州ビュロー郡内の村である。人口は2000年の国勢調査で211人であった。

## 地理
アーリントンは北緯41度28分20秒 西経89度14分49秒 / 北緯41.47222度 西経89.24694度 (41.472353, -89.246989)に位置している。
アメリカ合衆国統計局によると、このビレッジは総面積1.1 km² (0.4 mi2) であり、すべてが陸地となっている。

## 人口動勢
2000年現在の国勢調査で、アーリントン村は人口211人、78世帯、及び51家族が暮らしている。人口密度は189.5/km2 (493.4/mi2) である。79.0/km2 (205.8/mi2) の平均的な密度に88軒の住宅が建っている。この村の人種的な構成は白人92.42%、先住民0.95%、アジア0.95%、その他の人種5.69%である。ヒスパニックまたはラテン系は人口の6.16%である。
78世帯のうち、33.3%が18歳未満の子供と一緒に生活しており、53.8%は夫婦で生活している。9.0%は未婚の女性が世帯主であり、34.6%は家族以外の住人と同居している。33.3%は独身の居住者が住んでおり、14.1%は65歳以上で独身である。1世帯の平均人数は2.71人であり、結婚している家庭の場合は、3.47人である。
この村内の住民は32.7%が18歳未満の未成年、18歳以上24歳以下が5.2%、25歳以上44歳以下が27.0%、45歳以上64歳以下が20.9%、及び65歳以上が14.2%にわたっている。中央値年齢は34歳である。女性100人ごとに対して男性は93.6人である。18歳以上の女性100人ごとに対して男性は89.3人である。
この村の世帯ごとの平均的な収入は27,292米ドルであり、家族ごとの平均的な収入は38,125米ドルである。男性は22,292米ドルに対して女性は18,438米ドルの平均的な収入がある。この村の一人当たりの収入 (per capita income) は12,148米ドルである。18歳未満の23.1%及び65歳以上のN/Aを含む、家族の約10.2%及び人口の13.7%は貧困線以下である。